# Aquila bicipite

L'aquila bicipite bizantina posta all'ingresso del Patriarcato ecumenico di Costantinopoli

L'aquila bicipite (o aquila bicefala) è, in araldica, l'aquila con due teste separate fin dal collo e rivolte in due direzioni opposte. Generalmente, la si pone nel capo d'oro, detto capo dell'Impero. Infatti l'aquila bicipite identifica l'unione di due imperi.

## Storia

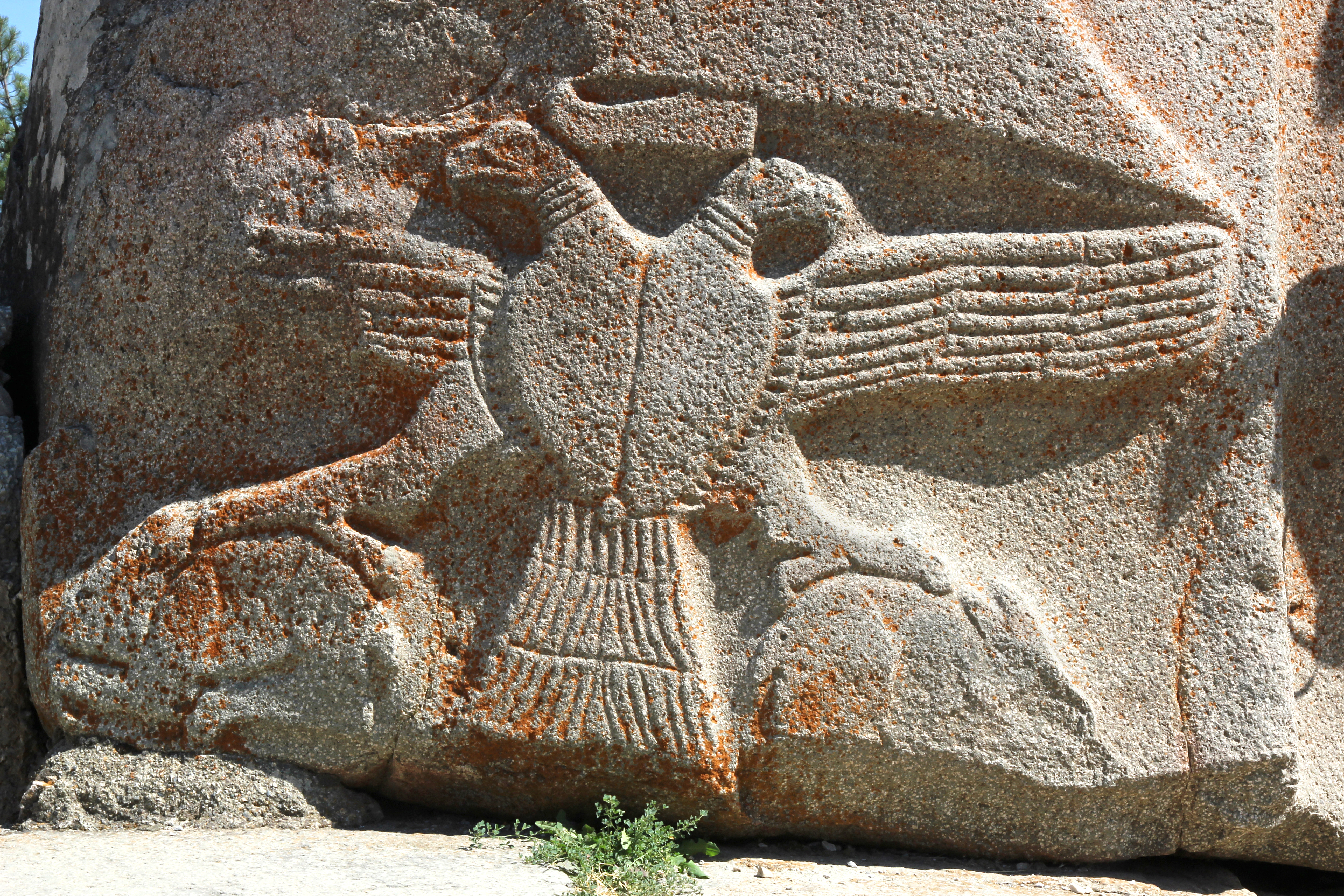
Porta della Sfinge, Alacahöyük, Turchia

L'aquila bicefala ha origine in Mesopotamia dove compare nei sigilli sumeri con il dio Enki. Uccelli e altri animali mitici a due teste furono in seguito adottati anche dagli ittiti e si suppone che l'aquila a due teste fosse un "simbolo reale".
L'aquila bicipite fu adottata come stemma nell'Impero bizantino sotto la dinastia dei Paleologi. Una teoria attribuisce la sua introduzione con l'imperatore Isacco I Comneno (1057-1059), la cui famiglia proveniva dalla Paflagonia. In questa terra si trovava l'importante città di Gangra (oggi Çankırı) e ad essa era associato il simbolo ittita dell'aquila a due teste. Oggi, la Chiesa ortodossa greca usa l'aquila bicipite come eredità dei Bizantini. Lo stesso stemma fu usato in precedenza dagli Arsacidi, re d'Armenia, e più avanti dagli Asburgo, imperatori d'Austria e re d'Ungheria, e dai Romanov, zar di tutte le Russie. Anche i re di Serbia, i principi di Montenegro, e l'eroe albanese della resistenza contro i turchi ottomani, Giorgio Castriota Scanderbeg, adottarono l'aquila bicipite come emblema. L'aquila bicipite fu adottata anche in Oriente, per il Regno di Mysore nell'India.

### Significato
Secondo alcuni autori una testa rappresenta l'Occidente e l'altra l'Oriente, in particolare le due metà dell'Impero bizantino, una in Europa e una in Asia. Nella disposizione delle teste c'è l'eccezione della città di Fiume: le due teste sono dalla stessa parte, rivolte entrambe a sinistra (verso la destra dell'osservatore).
Da una prospettiva esoterica, le due teste alluderebbero all'unione in sé del potere spirituale e di quello regale-temporale, propria del re del mondo Melchisedec, mentre in alchimia rimanderebbero all'androgino o al rebis.

Bandiera della città di Fiume
Emblema dei Paleologi con al centro la cifra dinastica, in uso dal XIII secolo fino alla caduta della Morea nel 1460
Bandiera dell'Impero bizantino senza cifra dinastica dei Paleologi, 1261-1453
Stemma dell'esercito bizantino sotto i Paleologi, fino al 1453
Emblema di Isacco I Comneno, anno Mille
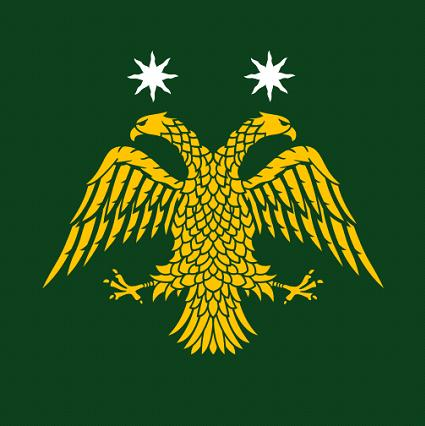
Bandiera dell'esercito di Giovanni III Vatatze, 1225 circa
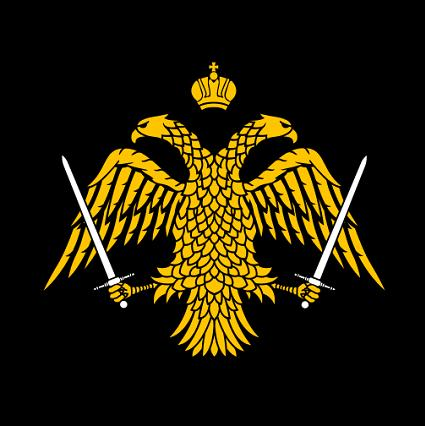
Bandiera dell'esercito dei Coressio, 1300 circa
Patriarcato ecumenico di Costantinopoli, 1261-1453
Aquila quaternione, illustrazione a colori di Jost de Negker, basata sul disegno di Hans Burgkmair, 1510
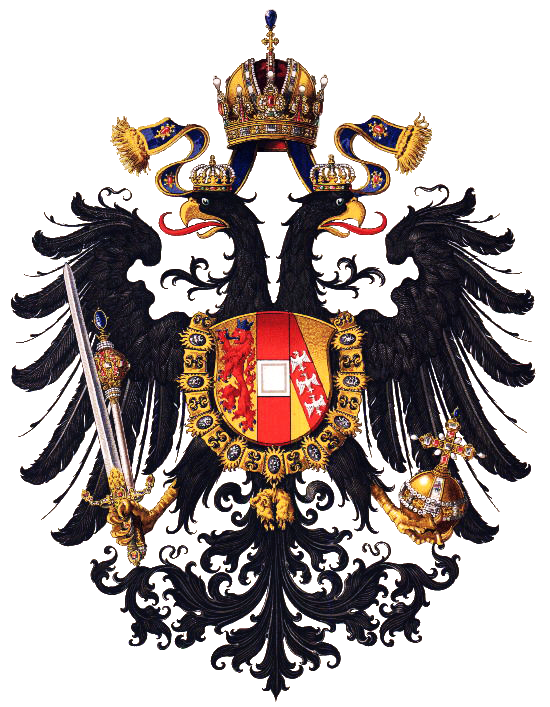
Stemma imperiale degli Asburgo fino al 1918
Stemma imperiale dei Romanov fino al 1917
Stemma presidenziale della Russia dal 1993
Stemma del Montenegro
Stemma della Serbia
Stemma dell'Albania
Stemma dell'Armenia
Stemma Città di Perth (Scozia)
Stemma Città d'Arnhem
Stemma Città di Groninga
Stemma Città di Nimega
Stemma comune di Bolsward
Stemma Città di Duisburg
Stemma Città d'Essen
Stemma Città di Lubecca
Stemma Città di Neuss
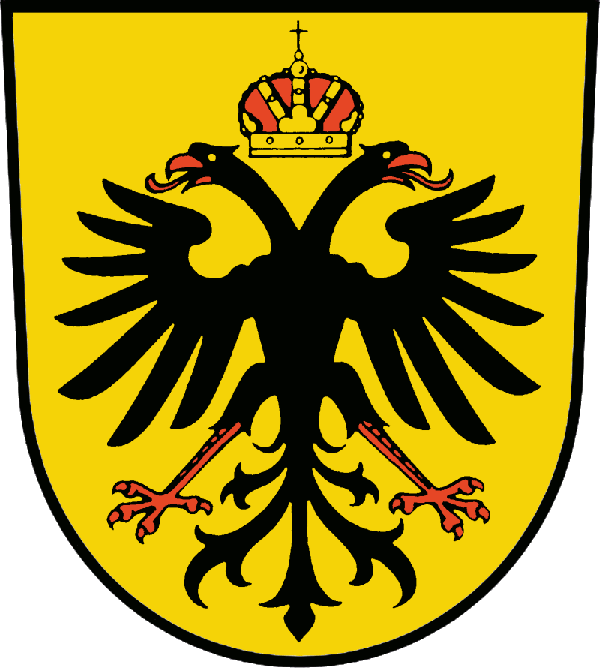
Stemma comune di Ruhland
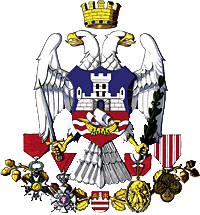
Stemma Città di Belgrado
Stemma comune di Aviano
Stemma Città di Velletri
Stemma comune di Villafrati
Stemma comune di Controne
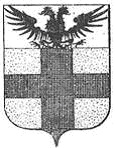
Capo dell'Impero
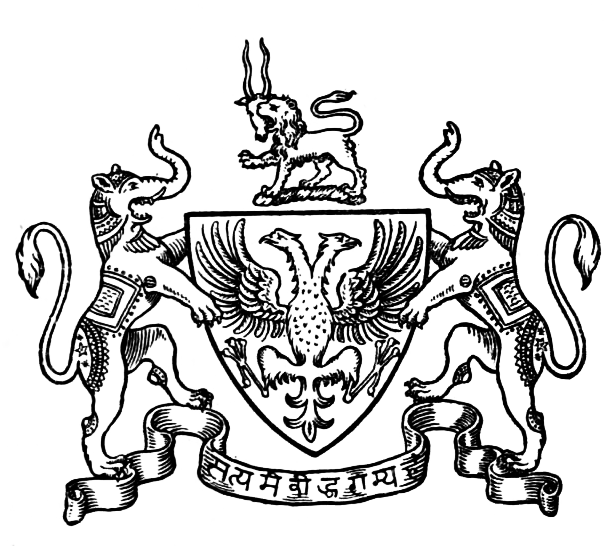
Stemma del Regno di Mysore fino al 1947
Stemma comune di Piana degli Albanesi
Stemma comune di Palazzo Adriano